# Pharmazeutische Zeitung
Die Pharmazeutische Zeitung (PZ) ist das von der Bundesvereinigung Deutscher Apothekerverbände herausgegebene Zentralorgan für die Apotheker Deutschlands und eine Fachzeitschrift zum Thema Pharmazie.

## Entstehungsgeschichte
Die Zeitschrift erschien erstmals 1822 (Hrsg. Varnhagen) als monatliche Beilage im Archiv der Pharmazie, nach 1824 erst wieder 1856 in Bunzlau (Hrsg. Appun) (1856–1885). Dann wurde sie vom Springer Verlag (1886–1950) in Berlin, Göttingen und Heidelberg verlegt. Anschließend übernahm der Govi-Verlag die Herausgabe, anfangs mit Sitz in Frankfurt (Main), später in Eschborn. Am 1. Juli 2016 wurde der Govi-Verlag mit der Werbe- und Vertriebsgesellschaft Deutscher Apotheker mbH (WuV) sowie den Geschäftsbereichen IT/EDV und technische Dienste der VGDA – Verwaltungsgesellschaft Deutscher Apotheker mbH zur Avoxa – Mediengruppe Deutscher Apotheker GmbH zusammengeführt.
Laut der Leseranalyse für Apotheken-Fachzeitschriften 2024 (LA-PHARM) ist die Pharmazeutische Zeitung der am meisten gelesene Fachtitel für Apotheker. Jedes Heft wird von durchschnittlich 65,7 Prozent der Apothekenleiter, 62,3 Prozent der approbierten Mitarbeiter und von 38,9 Prozent der PTA und Pharmazie-Ingenieure gelesen. Die Reichweite über alle Berufsgruppen in der Apotheke liegt bei 49,5 Prozent.
Die Pharmazeutische Zeitung erscheint wöchentlich am Donnerstag. Seit 1996 ist sie mit ihrer Online-Ausgabe im Internet präsent: 5.319.621 Page Impressions und 2.644.156 Visits (IVW Stand Juni 2025). Die Erhebung im Rahmen der LA-PHARM 2024 ergab: 48,9 Prozent der Zielgruppe informieren sich mindestens einmal im Monat auf www.pharmazeutische-zeitung.de. Die Reichweite bei den Apothekenleitern liegt sogar bei 62,2 Prozent und die der approbierten Mitarbeiter bei 65,1 Prozent.

### PTA Forum
In 24 Ausgaben pro Jahr liegt der Pharmazeutischen Zeitung zusätzlich das Magazin PTA Forum bei. Die Zeitschrift enthält Beiträge und Hilfestellungen für das Beratungsgespräch mit Kunden – speziell für das Berufsbild der Pharmazeutisch-technischen Assistenten (PTA) aufbereitet. PTA-Forum kann auch separat abonniert werden.

### PZ PRISMA
Die Zeitschrift PZ Prisma wurde 1993 in der Nachfolge von PZ Wissenschaft als unabhängige Zeitschrift gegründet. PZ Prisma erscheint viermal jährlich. Die Inhalte orientieren sich an den neun Gebieten, für die sich Pharmazeuten spezialisieren können: Allgemeinpharmazie, Klinische Pharmazie, Arzneimittelinformation, Pharmazeutische Analytik, Pharmazeutische Technologie, Toxikologie & Ökologie, Theoretische & praktische Ausbildung, Öffentliches Gesundheitswesen, Klinische Chemie.